# Express AM1
O Express AM1 foi um satélite de comunicação geoestacionário russo construído pela ISS Reshetnev (ex NPO PM) em cooperação com a Alcatel Space. Ele estve localizado na posição orbital de 40 graus de longitude leste e era de propriedade da empresa estatal Russian Satellite Communications Company (RSCC). O satélite foi baseado na plataforma MSS-2500-GSO (MSS-767) e sua vida útil estimada era de 12 anos.

## Lançamento
O satélite foi lançado com sucesso ao espaço no dia 29 de outubro de 2004, por meio de um veículo Proton-K/Blok-DM-2M a partir do Cosmódromo de Baikonur, no Cazaquistão. Ele tinha uma massa de lançamento de 2.600 kg.

## Capacidade
O Express AM1 era equipado com 9 transponders em banda C, 18 em banda Ku e um em banda L para fornecer um pacote de serviços de comunicações (TV digital, telefonia, videoconferência, transmissão de dados, acesso à Internet) e para implantar redes de satélites através da aplicação de tecnologia VSAT para a Rússia e seus vizinhos.

## Cobertura
O satélite pode ser recepcionado na Europa e Ásia.